# R&G (Rhythm & Gangsta): The Masterpiece
R&G (Rhythm & Gangsta): The Masterpiece är ett studioalbum av rapparen Snoop Dogg. Albumet kom första veckan på sjunde plats på Billboard 200 och sålde i 225 000 kopior. Albumet har nu enligt SoundScan sålt i 1,7 miljoner kopior bara i USA.
Den största delen av albumet har producerats av The Neptunes.

## Låtlista
1. (Intro) I Love to Give You Light
2. Bang Out
3. Drop It Like It's Hot  (Feat. Pharrell Williams)
4. Can I Get a Flicc Witchu  (Feat. Bootsy Collins)
5. Ups & Downs  (Feat. Bee Gees)
6. The Bidness
7. Snoop D.O. Double G
8. Let's Get Blown
9. Step Yo Game Up  (Feat. Lil Jon, Trina)
10. Perfect  (Feat. Charlie Wilson, Pharrell Williams)
11. WBALLZ (Interlude)
12. Fresh Pair of Panties On
13. Promise I
14. Oh No  (Feat. 50 Cent)
15. Can U Control Yo Hoe  (Feat. Soopafly)
16. Signs  (Feat. Justin Timberlake, Charlie Wilson)
17. I'm Threw Witchu
18. Pass It Pass It
19. Girl Like U  (Feat. Nelly)
20. No Thang On Me  (Feat. Bootsy Collins)

## Singlar
| Titel                   | Släppningsdatum                  |
| ----------------------- | -------------------------------- |
| "Drop It Like It's Hot" | Oktober 2004                     |
| "Let's Get Blown"       | December 2004                    |
| "Signs"                 | Mars 2005                        |
| "Ups & Downs"           | Augusti 2005                     |
| "Step Yo Game Up"       | 1 april 2006 Endast i Australien |

## Listplaceringar
|  | Lista                            | Plats |
|  | Billboard 200                    | 6     |
|  | Billboard Top R&B/Hip-Hop Albums | 4     |
|  | Billboard 2005 Year End Charts   | 28    |
|  | Storbritannien Top 75 Album      | 12    |
|  | Canadian Top 50 Albums           | 8     |
|  | Frankrike Top 150 Album          | 14    |
|  | Sverige Top 60 Album             | 47    |
|  | Italien Top 50 Album             | 47    |
|  | Schweiz Top 100 Album            | 13    |
|  | United World Chart Top 40 Album  | 8     |
|  | Nya Zeeland Top 50 Album         | 11    |
|  | Tyskland Top 100 Album           | 14    |
|  | Brasilien Top 50 Album           | 30    |
|  | Österrike Top 75 Album           | 26    |
|  | Australien Top 100 Albums        | 38    |